# Cotter (Iowa)
Cotter es una ciudad ubicada en el condado de Louisa en el estado estadounidense de Iowa. En el año 2010 tenía una población de 48 habitantes y una densidad poblacional de 75 personas por km².

## Geografía
Según la Oficina del Censo de los Estados Unidos, la localidad tiene un área total de 0,64 km², la totalidad de los cuales 0,64 km² corresponden a tierra firme.

## Demografía
Según el censo de 2010, había 48 personas residiendo en la localidad. La densidad de población era de 75 hab./km². Había 24 viviendas con una densidad media de 37,5 viviendas/km². El 100% de los habitantes eran blancos. El 29,17% de la población eran hispanos o latinos de cualquier raza.
Según la Oficina del Censo en 2000 los ingresos medios por hogar en la localidad eran de $41,250 y los ingresos medios por familia eran $26,250. Los hombres tenían unos ingresos medios de $34,375 frente a los $18,750 para las mujeres. La renta per cápita para la localidad era de $13,879. Alrededor del 18.9% de la población estaban por debajo del umbral de pobreza.